# Phil Nevin
Phillip Joseph Nevin (né le 19 janvier 1971 à Fullerton, Californie, États-Unis) est un ancien joueur professionnel de baseball.
Gagnant du Golden Spikes Award remis au meilleur joueur collégial des États-Unis et tout premier athlète sélectionné au repêchage amateur en 1992, Phil Nevin évolue dans la Ligue majeure de baseball de 1995 à 2006, jouant 7 de ses 12 saisons chez les Padres de San Diego. Il frappe 208 coups de circuit en carrière et représente San Diego au match des étoiles en 2001.
À l'origine un joueur de troisième but, il évolue surtout au premier but en fin de carrière, en plus de disputer un nombre substantiel de matchs aux postes de voltigeur et de receveur. Nevin est aussi notable pour son caractère intempestif, qui entraîne plusieurs incidents au long de sa carrière.
Il entreprend une seconde carrière d'entraîneur et est nommé en 2014 au poste de gérant des Aces de Reno, un club des ligues mineures affilié aux Diamondbacks de l'Arizona.

## Carrière de joueur

### Débuts
Le talent de Phil Nevin est remarqué alors qu'il est encore à l'école secondaire. En juin 1989, les Dodgers de Los Angeles de la Ligue majeure de baseball le choisissent au 3e tour de sélection du repêchage des joueurs amateurs, mais Nevin repousse l'offre de 100 000 dollars proposée par les Dodgers pour rejoindre les Titans de l'université d'État de Californie à Fullerton, où il joue au baseball et au football américain.
En 1992, il joue dans les College World Series, mais Cal State perd contre Pepperdine. Malgré la défaite, Nevin est nommé meilleur joueur de la compétition (College World Series Most Outstanding Player).
Phil Nevin est le tout premier athlète sélectionné au repêchage des joueurs amateurs en 1992. Le joueur de troisième but est réclamé par les Astros de Houston et reçoit une prime de 700 000 dollars à la signature de son premier contrat professionnel. Le choix de Nevin par les Astros ne fait cependant pas que des heureux. D'aucuns dans l'organisation estime qu'il n'est pas la meilleure option possible. L'ancien joueur vedette Hal Newhouser, à l'époque dépisteur des Astros, ne jure que par Derek Jeter, un joueur d'une école secondaire de Kalamazoo. Malgré son insistance, les Astros optent pour Nevin, essentiellement parce qu'ils ont confiance que celui-ci acceptera une somme d'argent moins élevée pour son premier contrat. Le club a aussi été échaudé, un an plus tôt, après avoir été incapable de mettre sous contrat son premier choix, John Burke,. Cinq équipes au total rateront Jeter, choisi 6e au total par les Yankees de New York, pour qui il frappera 3 000 coups sûrs en carrière et dont il deviendra l'un des meilleurs joueurs de l'histoire. Déçu de n'avoir pu convaincre ses patrons, Newhouser quitte son poste par dépit peu après le repêchage de 1992.
Phil Nevin gagne en 1992 le Golden Spikes Award, remis annuellement au meilleur joueur amateur des États-Unis, après une saison de 20 circuits et 71 points produits accompagnée d'une moyenne au bâton de ,391 pour les Titans de Cal State.

### Astros de Houston
Pour les Astros, un autre argument en faveur de la sélection de Nevin était la possibilité de le faire rapidement graduer au niveau majeur. Ils envisagent même de lui fait sauter entièrement l'étape des ligues mineures. Classé 30e meilleur joueur d'avenir au top 100 annuel de Baseball America au début 1993, Nevin connaît un excellent camp d'entraînement avec Houston, mais le joueur de troisième but Ken Caminiti amorçant la première saison d'un contrat de 3 ans, il n'y a plus de place sur le terrain pour le nouveau venu. La franchise l'assigne au Triple-A, plus haut niveau des ligues mineures, pour amorcer sa carrière professionnelle. Comme Nevin démontre des habiletés pour plusieurs positions sur le terrain, il partage ses efforts entre le troisième but et le champ extérieur à sa première année dans les mineures pour les Toros de Tucson de la Ligue de la côte du Pacifique, une stratégie qui, espère-t-on à Houston, permettra de lui trouver un poste plus rapidement chez les Astros. Avant la saison 1994, Baseball America lui fait gagner quelques rangs et le place 24e sur sa liste annuelle des joueurs les plus prometteurs. Son accession aux majeures est cependant retardée d'une part par ses problèmes défensifs (61 erreurs au total en 1993 et 1994), et d'autre part par la grève des joueurs en 1994-1995. Bien que les Astros avaient l'intention de lui faire amorcer la saison 1995 avec le club majeur, ils l'assigent aux mineures en raison de son refus de participer aux matchs préparatoires durant l'entraînement de printemps : le conflit de travail dans la ligue n'est à ce moment toujours pas réglé, et la plupart des clubs ont la ferme intention d'amorcer la campagne avec des joueurs de remplacement. Il est alors fortement recommandé aux athlètes des ligues mineures de ne pas accepter de jouer les briseurs de grève, ce qui motive le refus de Nevin, qui subit les représailles des Astros.
Nevin fait ses débuts dans le baseball majeur le 11 juin 1995 avec les Astros de Houston. Il est retourné aux mineures moins d'un mois plus tard, n'ayant frappé que pour ,117 de moyenne au bâton en 18 matchs, et après une altercation avec le gérant des Astros, Terry Collins et le directeur-gérant Bob Watson. Résultat : les Astros transfèrent Nevin aux Tigers de Détroit le 15 août 1995 en échange du lanceur de relève droitier Mike Henneman.

### Tigers de Détroit
Nevin apparaît dans 160 matchs des Tigers de la fin 1995 à 1997, sans grand succès puisqu'il frappe pour ,246 de moyenne au bâton avec 19 coups de circuit. Jouant sur une base plus régulière à sa dernière année à Détroit, sa moyenne au bâton ne s'élève qu'à ,235 en 93 matchs joués, avec 9 circuits.

### Angels d'Anaheim
Le 20 novembre 1997, les Tigers le cèdent aux Angels d'Anaheim en échange d'un lanceur droitier, Nick Skuse, qui n'atteindra jamais les majeures. Son unique saison à Anaheim, en 1998, est encore moins remarquable que la précédente : moyenne au bâton de ,228 en 75 parties jouées et 8 circuits. Après avoir alterné entre le troisième but et le champ gauche à Détroit, Nevin est receveur des Angels en 1998, la seule saison de sa carrière qu'il passe presque exclusivement à cette position. Il n'aide guère sa cause auprès des Angels car il mène les receveurs du baseball majeur cette année-là avec 20 balles passées.

### Padres de San Diego
C'est avec les Padres de San Diego que Phil Nevin s'impose enfin et connaît le succès. Les Angels l'y envoient le 29 mars 1999, tout juste avant le début de la nouvelle saison, en échange de deux joueurs de ligues mineures et de l'arrêt-court Andy Sheets.
Après une première campagne de 24 circuits et 85 points produits en 1999, Nevin fait passer sa moyenne au bâton de ,269 à ,303 en 2000, campagne où il claque 31 circuits et produit 107 points. En septembre 1999, il accepte une prolongation de contrat à 2,5 millions de dollars avec San Diego.
Il connaît sa meilleure saison en 2001, année où il honore à la mi-saison sa seule invitation en carrière au match des étoiles. Nevin maintient cette année-là une moyenne au bâton de ,306 avec des sommets personnels de 41 circuits, 126 points produits et 167 coups sûrs. Il hausse sa moyenne de puissance de ,543 à ,588 et à ce sommet en carrière ajoute aussi son pourcentage de présence sur les buts (,388) le plus élevé en une saison.
Jouant 7 saisons pour les Padres, Nevin y frappe 156 de ses 208 circuits en carrière, produit 573 points et maintient une moyenne au bâton de ,288 et une moyenne de puissance de ,503 en 806 matchs joués au total.
Des blessures le limitent cependant à 59 matchs seulement en 2003, et marqueront les dernières saisons de sa carrière, passées sous d'autres cieux. Quelques incidents surviennent : il doit en septembre 2002 s'excuser pour avoir fait un doigt d'honneur à un spectateur injurieux, frustré par son jeu défensif. Les Padres emménagent en 2004 dans un nouveau stade, le Petco Park, qui devient rapidement notoire pour fortement désavantager les frappeurs de puissance. À l'instar de ses coéquipiers Ryan Klesko et Brian Giles, Nevin en fait l'expérience et finit par perdre patience : dans un match d'août 2004 où une balle qu'il croyait voir traverser la clôture tombe sur le terrain et finit en double, il lance violemment son casque protecteur et jette un regard mauvais au directeur-gérant de l'équipe assis dans sa loge, Kevin Towers, avec qui il a une dispute après la partie. Towers parle d'ailleurs son rapport avec Nevin à cette époque comme d'une « relation amour-haine ». Les deux hommes semblent néanmoins plutôt bien s'en accommoder puisque Towers offrira un emploi à Nevin dans sa seconde carrière.
À partir de 2004, Nevin joue presque exclusivement au premier but.

### Dernières saisons
Le 30 juillet 2005, Nevin passe des Padres aux Rangers du Texas en échange du lanceur droitier Chan Ho Park. Le 31 mai 2006, les Rangers le cèdent aux Cubs de Chicago en retour du joueur d'utilité Jerry Hairston.
Transféré aux Twins du Minnesota contre un joueur de ligues mineures le 31 août 2006, avec qui il complète sa dernière saison et joue pour la seule fois de sa carrière en séries éliminatoires, étant retiré trois fois lors d'un match de la Série de divisions joué comme frappeur désigné contre les Athletics d'Oakland le 3 octobre 2006.
Phil Nevin a disputé 1 217 matchs en 12 saisons dans le baseball majeur. Il compte 1 131 coups sûrs, dont 209 doubles, 6 triples et 208 circuits. Il compte 743 points produits et 584 points marqués. Sa moyenne au bâton de ,270 s'ajoute à une moyenne de présence sur les buts de ,343 et à une moyenne de puissance en carrière de ,472.
Ne recevant pas d'offre qu'il juge acceptable pour la saison 2007, il annonce en mai sa retraite de joueur. Il rejoint peu après l'équipe d'ESPN pour la diffusion de matchs des College World Series avant de retrouver dès 2009 les terrains dans le rôle de manager des Flyers du comté d'Orange (Orange County Flyers), un club de baseball indépendant de la Golden Baseball League.

## Carrière d'entraîneur
Nevin est gérant de deux équipes des ligues mineures affiliées aux Tigers de Détroit : les SeaWolves d'Érié au niveau Double-A en 2010, puis les Mud Hens de Toledo, le club-école Triple-A de la Ligue internationale de 2011 à 2013.
En 2014, il est nommé gérant des Aces de Reno, le club-école AAA des Diamondbacks de l'Arizona dans la Ligue de la côte du Pacifique. Il est engagé dans ce rôle par Kevin Towers, l'ancien directeur-gérant des Padres avec qui il avait eu de nombreuses disputes dans le passé. Nevin dit avoir beaucoup appris de Bruce Bochy, son gérant chez les Padres, qu'il a observé au travail durant les longs matchs passés sur le banc, lorsque à l'écart du jeu en raison de blessures.

## Vie personnelle
Son fils Tyler Nevin, un lanceur droitier, est sélectionné 38e au total lors du repêchage amateur de 2015, par les Rockies du Colorado.